# HMS Gästrikland (J22)
HMS Gästrikland (J22) var en landskapsjagare i svenska flottan. Fartyget byggdes vid Götaverken i Göteborg och levererades 14 januari 1959 som tredje fartyg i Östergötland-klassen  Gästrikland var det fartyg i klassen som sist var rustad, hon utrangerades den 1 juli 1982 varpå hon användes som målfartyg vid skjutövningar innan hon skrotades i England. 

## Utformning och bestyckning
Av tids- och kostnadsskäl byggdes HMS Gästrikland, i likhet med de övriga fartygen i klassen, till stor del efter Öland-klassens ritningar. Fartygets längd var 111,8 meter och bredden var 11,2 meter. På grund av annorlunda utrustning blev de nya fartygen emellertid cirka 200 ton tyngre vilked gav ett djupgående av 3,7 meter, mot Öland-klassens 3,4 meter. Maskineriet bestod av två stycken oljeeldade ångpannor av märket Babcock & Wilcox, som levererade ånga med 32 bars tryck till två ångturbiner av märket de Laval, som i sin tur drev var sin propeller. Maskineriet gav effekten 47 000 hästkrafter på axlarna, vilket gav en toppfart av 35 knop.
Huvudartilleriet bestod av fyra stycken 12 cm kanoner m/44 placerade i två dubbeltorn, ett på fördäck och ett på akterdäck. Luftvärnet bestod från början av fem stycken 40 mm automatkanoner m/48 E. Dessa var placerade två för om överbyggnaden samt tre på den aktra bryggan. År 1963 byttes den mittersta kanonen på aktra bryggan ut mot luftvärnsroboten Robot 07, och för att öka stabiliteten på fartyget sattes samtliga sex torpedtuber i ett tubställ, efter att tidigare ha stått i två ställ. Vidare fanns ombord två sjunkbombfällare och 58 minor.

## Historia

HMS Gästriklands vapen

HMS Gästrikland byggdes på Götaverken i Göteborg, som även hade byggt systerfartyget HMS Östergötland (J20), och sjösattes den 6 juni 1956. Provturerna påbörjades under 1958, och den 14 januari 1959 levererades hon till Marinen. 
Gästrikland var den av jagarna i Östergötland-klassen som sist var rustad, fortfarande under slutet av 1970-talet ingick hon i skolflottiljen., Fartyget utrangerades den 1 juli 1982 varpå tornen monterades av och överfördes till Övre Norrlands militärområde, där de avsågs att användas för invasionsförsvaret. De kom emellertid aldrig att användas utan skrotades senare. Skrovet användes efter utrangeringen som målfartyg innan det 1991 såldes för skotning i England.